# ثيوسيانات البوتاسيوم
 ثيوسيانات البوتاسيوم مركب كيميائي له الصيغة KSCN ، ويكون على شكل بلورات عديمة اللون.

## الخواص
- انحلالية مركب ثيوسيانات البوتاسيوم جيدة جداً في الماء، (230 غ لكل 100 مل ماء عند الدرجة 20°س. يرافق هذه الانحلالية الجيدة حدوث تبريد للمحلول التاتج. ينحل ثيوسيانات البوتاسيوم في الإيثانول والأسيتون.
- لمحاليل ثيوسيانات البوتاسيوم المائية صفة معتدلة pH ~7.

## التحضير
يحضر مركب ثيوسيانات البوتاسيوم من تفاعل ثيوسيانات الأمونيوم مع هيدروكسيد البوتاسيوم حسب المعادلة:
NH4SCN + KOH → KSCN + NH3 + H2O
يحضر ثيوسيانات البوتاسيوم تقنيا من تفاعل ثنائي كبريتيد الكربون مع الأمونياك تحت الضغظ وعند درجات حرارة مرتفعة
CS2 + 2NH3 → NH4SCN + H2S

## الاستخدامات
- يستخدم ككاشف كيميائي في الكيمياء التحليلية، وبشكل خاص من أجل الكشف عن الفلزات الثقيلة حيث يشكل أنيون الثيوسيانات رواسب أو مركبات ملونة مع تلك الفلزات، مثل الحديد على سبيل المثال.
- يستخدم من أجل تحضير مركبات ثيوسيانات وإيزوثيوسيانات العضوية.

## السلامة
يمكن لمركب ثيوسيانات البوتاسيوم أن يسبب الطفح الجلدي.